# (3211) Louispharailda
(3211) Louispharailda ist ein Asteroid des Hauptgürtels, der am 10. Februar 1931 vom belgischen Astronomen George Van Biesbroeck am Yerkes-Observatorium in Williams Bay, Wisconsin entdeckt wurde. 
Der Name ist zusammengesetzt aus denen der Eltern des Entdeckers, Louis Pierre Van Biesbroeck (1839–1919) und Pharailda de Colpaert Van Biesbroeck (1840–1920).